# Lucas Lima
Lucas Rafael Araújo Lima (Marília, 9 juli 1990) – alias Lucas Lima – is een Braziliaans voetballer die doorgaans als offensieve middenvelder speelt. Hij verruilde Santos in januari 2018 transfervrij voor Palmeiras. Lucas Lima debuteerde in 2015 in het Braziliaans voetbalelftal.

## Clubcarrière
Lucas Lima werd in 2010 bij het eerste elftal van Inter de Limeira gehaald. Hij vertrok in 2012 naar SC Internacional, dat hem in 2013 verhuurde aan Sport. Lucas Lima tekende op 7 februari 2014 een vierjarig contract bij Santos. Hij maakte op 20 april 2014 zijn debuut voor Santos in de Braziliaanse Série A, tegen zijn ex-club Sport. Lucas Lima maakte op 30 mei 2014 zijn eerste treffer in de Série A, tegen EC Bahia. In zijn eerste seizoen voor Santos maakte de Braziliaan drie doelpunten in 35 competitieduels.

## Clubstatistieken
| Seizoen     | Club             | Competitie  | Competitie | Competitie | Competitie | Beker | Beker | Beker | Internationaal | Internationaal | Internationaal | Totaal | Totaal | Totaal |
| Seizoen     | Club             | Competitie  | Wed.       | Dlp.       | Ass.       | Wed.  | Dlp.  | Ass.  | Wed.           | Dlp.           | Ass.           | Wed.   | Dlp.   | Ass.   |
| ----------- | ---------------- | ----------- | ---------- | ---------- | ---------- | ----- | ----- | ----- | -------------- | -------------- | -------------- | ------ | ------ | ------ |
| 2012        | SC Internacional | Série A     | 15         | 0          | 0          | 0     | 0     | 0     | —              | —              | —              | 15     | 0      | 0      |
| Club Totaal | Club Totaal      | Club Totaal | 15         | 0          | 0          | 0     | 0     | 0     | 0              | 0              | 0              | 15     | 0      | 0      |
| 2013        | → Sport          | Série B     | 36         | 7          | 6          | 0     | 0     | 0     | 3              | 0              | 0              | 39     | 7      | 6      |
| Club Totaal | Club Totaal      | Club Totaal | 36         | 7          | 6          | 0     | 0     | 0     | 3              | 0              | 0              | 39     | 7      | 6      |
| 2014        | Santos           | Série A     | 35         | 3          | 4          | 0     | 0     | 0     | —              | —              | —              | 35     | 3      | 4      |
| 2015        | Santos           | Série A     | 31         | 4          | 9          | 0     | 0     | 0     | —              | —              | —              | 31     | 4      | 9      |
| 2016        | Santos           | Série A     | 25         | 2          | 3          | 0     | 0     | 0     | —              | —              | —              | 25     | 2      | 3      |
| 2017        | Santos           | Série A     | 25         | 1          | 6          | 0     | 0     | 0     | 8              | 0              | 6              | 33     | 1      | 12     |
| Club Totaal | Club Totaal      | Club Totaal | 116        | 10         | 22         | 0     | 0     | 0     | 8              | 0              | 6              | 124    | 10     | 28     |
| 2018        | Palmeiras        | Série A     | 34         | 5          | 3          | 0     | 0     | 0     | 7              | 1              | 0              | 41     | 6      | 3      |
| 2019        | Palmeiras        | Série A     | 23         | 1          | 4          | 0     | 0     | 0     | 3              | 0              | 0              | 26     | 1      | 4      |
| 2020        | Palmeiras        | Série A     | 45         | 2          | 3          | 5     | 0     | 1     | 4              | 0              | 1              | 54     | 2      | 5      |
| 2021        | Palmeiras        | Série A     | 5          | 2          | 1          | 2     | 0     | 0     | 1              | 0              | 0              | 8      | 2      | 1      |
| Club Totaal | Club Totaal      | Club Totaal | 107        | 10         | 11         | 7     | 0     | 1     | 15             | 1              | 1              | 129    | 11     | 13     |
| 2021        | → Fortaleza      | Série A     | 17         | 1          | 1          | 0     | 0     | 0     | —              | —              | —              | 17     | 1      | 1      |
| 2022        | → Fortaleza      | Série A     | 28         | 0          | 2          | 15    | 0     | 0     | 8              | 0              | 2              | 51     | 0      | 4      |
| Club Totaal | Club Totaal      | Club Totaal | 45         | 1          | 3          | 15    | 0     | 0     | 8              | 0              | 2              | 68     | 1      | 5      |
| 2023        | Santos           | Série A     | 4          | 0          | 2          | 2     | 0     | 1     | —              | —              | —              | 6      | 0      | 3      |
| Club Totaal | Club Totaal      | Club Totaal | 120        | 10         | 24         | 2     | 0     | 1     | 8              | 0              | 6              | 130    | 10     | 31     |
| Club Totaal | Club Totaal      | Club Totaal | 323        | 28         | 44         | 24    | 0     | 2     | 34             | 1              | 9              | 381    | 29     | 55     |

## Interlandcarrière
Lucas Lima werd op 13 augustus 2015 door toenmalig Braziliaans bondscoach Dunga opgeroepen voor oefeninterlands tegen Costa Rica en de Verenigde Staten. Hij mocht op 5 september 2015 in het basiselftal starten tegen Costa Rica. Hij werd na 67 minuten vervangen door Philippe Coutinho. Brazilië won het oefenduel met het kleinste verschil na een doelpunt van Hulk. Lucas Lima maakte op 13 november 2015 in een kwalificatiewedstrijd voor het wereldkampioenschap voetbal 2018 tegen Argentinië zijn eerste interlanddoelpunt voor Brazilië. Een kwartier na rust bepaalde hij de eindstand op 1–1, nadat Ezequiel Lavezzi in de eerste helft Argentinië op voorsprong had gezet.